# Survivor Series (1992)
Survivor Series 1992 fue la sexta edición anual de Survivor Series, un evento de pago por visión de lucha libre profesional producido por la World Wrestling Federation (WWF). Tuvo lugar el 25 de noviembre de 1992, la noche previa al Día de acción de gracias, desde el Richfield Coliseum en Richfield, Ohio.
Este fue el primer Survivor Series en hacer un énfasis en los tradicionales combates por equipos.

## Resultados
- Dark match: Crush derrotó a The Brooklyn Brawler.
  - Crush forzó a Brawler a rendirse.
- The Headshrinkers (Samu & Fatu) (con Afa) derrotaron a High Energy (Owen Hart & Koko B. Ware). (7:38)
  - Fatu cubrió a Owen después de un "Big splash".
- The Big Boss Man derrotó a Nailz en un Nightstick on a Pole match. (5:43)
  - Boss Man cubrió a Nailz después de un "Boss Man Slam".
- Tatanka derrotó a Rick Martel. (11:07)
  - Tatanka cubrió a Martel después de un "End of the Trail".
- Randy Savage & Mr. Perfect derrotaron a Razor Ramón & Ric Flair por descalificación. (16:29)
  - Ramón & Flair fueron descalificados por negarse a parar de realizar ataques en conjunto sobre Perfect.
  - En un principio este combate iba a presentar una lucha entre Savage & The Ultimate Warrior frente a Flair & Ramón, pero Warrior abandonó la empresa una semana antes del evento y fue sustituido por Perfect.
- Yokozuna (con Mr. Fuji) derrotó a Virgil. (3:34)
  - Yokozuna cubrió a Virgil después de un "Banzai drop".
- (4 on 4) Tradicional Elimination Survivor Series Match: The Nasty Boys (Brian Knobbs & Jerry Sags) & The Natural Disasters (Earthquake & Typhoon) derrotaron a Money Inc. (Ted DiBiase & Irwin R. Schyster) & The Beverly Brothers (Beau & Blake) (con Jimmy Hart y The Genius). (15:50)
  - Si un componente del equipo era eliminado, su compañero también.

| N.º de eliminación | Luchador                                   | Equipo                                     | Eliminado por                              | Técnica de eliminación                     | Tiempo                                     |
| ------------------ | ------------------------------------------ | ------------------------------------------ | ------------------------------------------ | ------------------------------------------ | ------------------------------------------ |
| 1                  | Beau                                       | Money Inc. / Beverly Bros.                 | Earthquake                                 | "Earthquake splash"                        | 9:25                                       |
| 2                  | Typhoon                                    | Nasty Boys / Natural Disasters             | I.R.S.                                     | "Roll-up"                                  | 15:45                                      |
| 3                  | I.R.S.                                     | Money Inc. / Beverly Bros.                 | Jerry Sags                                 | "Inside Cradle"                            | 15:50                                      |
| Supervivientes:    | The Nasty Boys (Brian Knobbs & Jerry Sags) | The Nasty Boys (Brian Knobbs & Jerry Sags) | The Nasty Boys (Brian Knobbs & Jerry Sags) | The Nasty Boys (Brian Knobbs & Jerry Sags) | The Nasty Boys (Brian Knobbs & Jerry Sags) |
- The Undertaker (con Paul Bearer) derrotó a Kamala (con Kim Chee y Harvey Wippleman) en un Coffin match. (5:27)
  - Undertaker metió a Kamala en un ataúd, ganando la lucha.
- Bret Hart derrotó al Campeón Intercontinental de la WWF Shawn Michaels reteniendo el Campeonato de la WWF. (26:40)
  - Bret forzó a Michaels a rendirse con un "Sharpshooter".
  - El Campeonato Intercontinental de Michaels no estaba en juego.

## Other on-screen talent
| Comentaristas - Vince McMahon - Bobby Heenan Entrevistadores - Gene Okerlund - Sean Mooney - Lord Alfred Hayes Anunciador en el Ring - Howard Finkel | Árbitros - Earl Hebner - Mike Chioda - Danny Davis - Joey Marella |